# Conflicto Apple Computer - Apple Corps
Entre 1978 y 2006 había muchas disputas legales entre Apple Corps (propiedad de The Beatles) y el fabricante de computadoras Apple Computer (Ahora Apple Inc.) sobre quién tendría los derechos de marca. El Tribunal Superior de Justicia dictó una sentencia el 8 de mayo de 2006 a favor de Apple Computer, pero las compañías no anunciaron un acuerdo definitivo hasta el 5 de febrero de 2007.

## Historia sobre las disputas de marca

### 1978–1981
En 1978, Apple Corps, compañía que administraba y trabajaba con los Beatles, además de ser dueños de su sello discográfico, Apple Records, presentó una demanda en contra de Apple Computer por infracción de los derechos de marca. El caso fue resuelto en 1981 con el pago de una cantidad no revelada, que recibió Apple Corps. Se estimaba que la cantidad pagada fue de 50 a 250 millones de dólares, pero después se reveló que fue un pago de 80,000 dólares. Como condición del acuerdo, Apple Computer aceptó no entrar al negocio de la música, y Apple Corps aceptó no entrar al negocio de las computadoras.

### 1986–1989
En 1986, Apple Computer agregó MIDI y grabadora de audio en sus computadoras, las cuales también incluían el avanzado chip de sonido Ensoniq 5503 DOC hecho por el famoso fabricante de sintetizadores Ensoniq, incluido en las computadoras Apple IIGS. En 1989, esto provocó que Apple Corps demandara de nuevo, alegando la violación del acuerdo hecho en 1981. El resultado de este litigio fue efectivamente el fin de cualquier futuro desarrollo, de las altamente rentables Apple II, el fin de las incursiones de ese entonces de Apple Computer en el campo de la multimedia en conjunto con la Amiga, y el fin de cualquier futuro avance en el hardware musical de la Macintosh.[cita requerida]

### 1991
En 1991, se realizó otro acuerdo con el pago de aproximadamente 26.5 millones de dólares a favor de Apple Corps. Para ese entonces, un empleado de Apple llamado Jim Reekes había incluido un sistema de sonido llamado Chimes en el sistema operativo de la Macintosh (después el nombre fue cambiado a sosumi, para que sea leído fonéticamente como "so sue me"). En el acuerdo fue especificado los respectivos derechos de marca para el uso del término "Apple". Donde Apple Corps se reservaba el derecho de utilizar el término Apple en cualquier "trabajo creativo cuyo principal contenido fuera musical", mientras Apple Computer se reservaba el derecho de utilizar el término Apple en "bienes y servicios ... utilizados para reproducir o entregar dicho contenido", pero no en medios físicos. En otras palabras, Apple Computer aceptó que no empacaría, vendería o distribuiría materiales físicos de música.

### 2003–2006
En septiembre del 2003, Apple Corps demandó de nuevo a Apple Computer, esta vez por incumplimiento de contrato, por utilizar el logotipo de la manzana en la creación y funcionamiento de la tienda virtual de música, propiedad de Apple Computer, llamada iTunes Music Store, la cual Apple Corps sostenía que era una violación al contrato anterior. Algunos analistas creen que el contrato anterior favorecía a Apple Computer en este caso. Otros analistas especulaban que si Apple Corps llegara a tener éxito de nuevo en la corte, Apple Computer se vería forzado a ofrecer un acuerdo mucho más grande que los anteriores, como por ejemplo, convertir a Apple Corps en accionista mayoritario de Apple Computer, o también obligar a Apple Computer a mover el iPod y al negocio a una entidad separada.
El juicio se inició el 29 de marzo de 2006 en Inglaterra, ante un solo juez del Tribunal Superior de Justicia. En los argumentos iniciales, un abogado de Apple Corps declaró que en el 2003, a poco tiempo antes del lanzamiento de la tienda virtual de música, propiedad de Apple Computer, Apple Corps rechazo la oferta de 1 millón de dólares, que Apple Computer les ofreció para utilizar el término de Apple en la iTunes store.
El 8 de mayo de 2006 la corte litigo a favor de Apple Computer, con la justificación del juez, Edward Mann, que "no se había podido comprobar ninguna violación al acuerdo de los derechos de marca".
El juez se enfocó en la sección 4.3 de aquel acuerdo:
4.3 Las partes reconocen que ciertos bienes y servicios que están dentro del sector de aplicación de Apple Computer serán capaces de proveer contenido dentro del sector de aplicación de Apple Corps. En tal caso, a pesar de que Apple Corps pueda tener los derechos exclusivos para usar o autorizar a otros, del uso de las marcas de Apple Corps o que tengan relación con el contenido incluido en la subseccion 1.3 (i) o (ii) [el catálogo de Apple Corps y cualquier contenido musical en el futuro], Apple Computers  [sic] deberá tener el exclusivo derecho de utilizar o autorizar a otros, del uso de las marcas de Apple Computer o que tengan relación con los bienes y servicios incluidos en la subseccion 1.2 [Sector de aplicación de Apple Computer] (tales como software, hardware o servicios de radiodifusión) utilizados para reproducir o proveer tales contenidos siempre que no se utilice o autorice a otro, del uso de las marcas de Apple Computer o que tengan relación con contenido de medios físicos pregrabados incluido en la subseccion 1.3 (i) o (ii) (tales como discos compactos de la música de los Rolling Stones).
El juez sostuvo que el uso de Apple Computer fue cubierto por la cláusula antes mencionada.
En respuesta a esto, Neil Aspinall, administrador de Apple Corps, indicó que la compañía nunca aceptó la decisión: "Con todo el respeto que merece el juez, nosotros consideramos que su conclusión no fue la más acertada", y anunció que sería "presentada una apelación para que se reabriera el caso ante el Tribunal de Apelación". Se le solicitó al juzgado que Apple Corps le pagara los costos legales a Apple Computer, estimados en 2 millones de euros, pero en la espera de la apelación, el juzgado rechazo la solicitud de Apple Computer por un pago a cuenta de 1.5 millones de euros.
El veredicto dio lugar al famoso incidente del chico equivocado en la BBC News 24, en el cual un solicitante de empleo por error aparece al aire en televisión, siendo confundido por el experto en computación Guy Kewney.

### 2007
Las relaciones entre las dos compañías se empezaron a ver mejoradas en la conferencia Macworld en enero de 2007, cuando el CEO de Apple, Steve Jobs, presentó bastante contenido destacado de los Beatles en su presentación de keynote y en la demostración del iPhone. Durante ese año, en la conferencia "All Things Digital", Jobs cito la canción de los Beatles "Two of Us" en referencia a su relación con el copanelista y presidente de Microsoft, Bill Gates. La especulación abundo con respecto a la anticipada llegada de la música de los Beatles, en la iTunes Store.
El 5 de febrero de 2007, Apple Inc. y Apple Corps anunciaron un acuerdo sobre su disputa de los derechos de marca, donde Apple Inc. tendría todos los derechos de marca relacionados con el término "Apple" y se licenciaba a Apple Corps de algunas de estas marcas para su uso cotidiano. Este acuerdo acabaría con las continuas demandas sobre los derechos de marca entre las dos compañías, asumiendo cada quien sus costos legales, y permitiendo a Apple Inc. continuar utilizando su nombre y logos en iTunes. El acuerdo contenía términos confidenciales, sin embargo los periódicos de la época afirmaban que Apple Computer les había comprado los derechos de marca a Apple Corps por un total 500 millones de dólares.
Acerca del acuerdo, Steve Jobs, CEO de Apple, dijo, "Amamos a los Beatles, y fue muy doloroso estar en desacuerdo con ellos sobre los derechos de marca. Se siente genial poder resolver este problema de una manera positiva, y de alguna manera eliminar posibles desacuerdos en el futuro."
Comentando en nombre de los accionistas de Apple Corps, Neil Aspinall, administrador de Apple Corps, dijo, "Es genial poder olvidar esta disputa y poder seguir adelante. Los próximos años serán tiempos muy emocionantes para todos nosotros. Deseamos que Apple Inc. tenga mucho éxito y esperamos muchos años de cooperación pacifica con ellos."
Un anuncio hecho en abril del 2007, decía que Apple Corps había comenzado otra larga disputa en contra de EMI (además de que Neil Aspinall se había retirado y había sido remplazado por Jeff Jones), sin mencionar las especulaciones de los medios, que el catálogo de los Beatles, aparecería en iTunes.
A principios de septiembre de 2007, un comunicado de prensa de Apple, anuncio el lanzamiento del nuevo iPod touch, actualizaciones relacionadas al iPod, y la reducción del precio del iPhone, titulada "The Beat Goes On". La última conferencia de prensa de los Beatles reveló la separación del grupo. Aunque el contenido de los Beatles aun no estaba disponible en la iTunes store, cualquier single de algún Beatle, estaría disponible para descargar en este servicio. Paul McCartney fue citado en Rolling Stone diciendo que su catálogo sería lanzado a través de las tiendas digitales de música, tales como iTunes, en el primer cuarto del 2008, pero esto no paso hasta el 2010.